# Ovesø
Ovesø  eller Ove Sø er en cirka 8 kilometer lang, cirka 3,5 km² stor sø beliggende i Thy, nord for Bedsted, og 20 km SV for Thisted i Thy (Thisted Kommune, Region Nordjylland). Det er en smal, lavvandet sø med en maksimumdybde på højst 2,5 meter. Lidt nord for midten ligger tværs over søen en holm ved navn Madstedborg, hvor der findes rester af et voldsted. Ovesø har tilløb fra Tegå i nord og fra Hørsted Å i syd, og den har afløb gennem Hvidbjerg Å, der gennem Ørum Sø løber ud i Krik Vig i den vestlige del af Limfjorden.
Ovesø er en del af Natura 2000område 27: Hvidbjerg Å, Ove Sø og Ørum Sø og er både habitat- og fuglebeskyttelsesområde (H27, F21) . Området er beskyttet som en vigtig lokalitet for odderen og var i en periode dens eneste levested i Danmark, men er også sammen med omkringliggende marker og enge levested for rastende sangsvaner og sædgæs.